# Roswellský incident

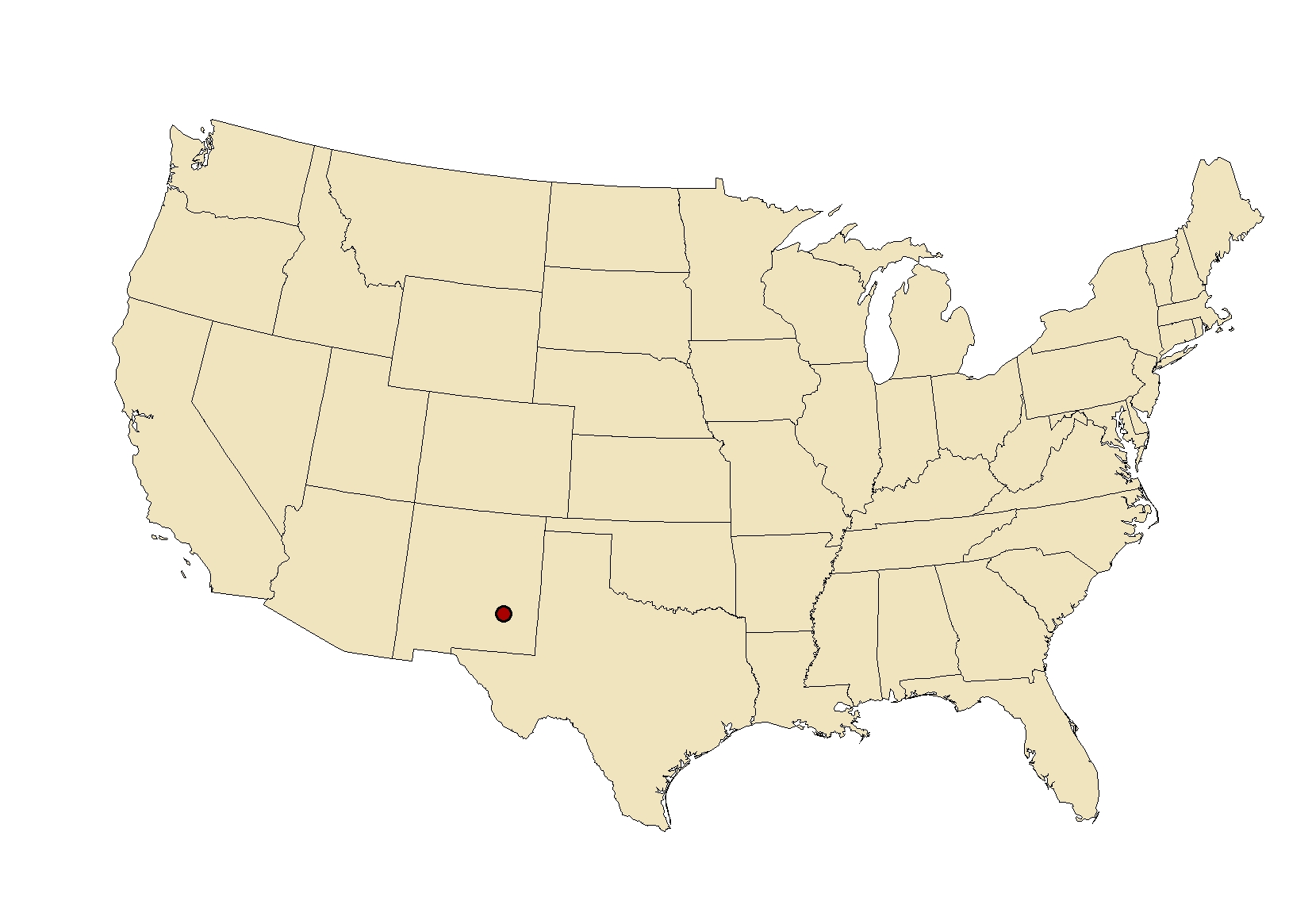
Umístění města Roswell na mapě USA.

Roswellský incident, také známý jako roswellská událost nebo roswellská katastrofa, bylo pozorování neidentifikovaného létajícího objektu, jeho havárie a vyproštění údajných trosek přibližně 127 km od města Roswell v Novém Mexiku v červenci 1947.
Byl medializován patnáct dní po pozorování pilota Kennetha Arnolda ve státě 
Washington, které bylo prvním široce zdokumentovaným poválečným případem pozorování UFO. Roswellský incident je jedním z nejznámějších a nejlépe zdokumentovaných případů UFO.

## Svědectví
14. června našel rančer William Brazel se synem při obchůzce svojí farmy rozptýlené trosky 127 km na severozápad od Roswellu. Protože však pospíchal, věnoval jim větší pozornost až 4. července i s dcerou a manželkou. Teprve 7. července se vydal do města a upozornil na trosky místního šerifa. Šerif George Wilcox se spojil s leteckou základnou pozemních sil v Roswellu.
Major Jesse A. Marcel následně téhož dne s dvěma vojáky 509. bombardovací skupiny (509th Bomb Group) na ranči zajistil trosky. Bombardovací skupina neměla tušení o proletávajících balónech tajného projektu Mogul v její blízkosti. Sám Marcel tvrdil, že se našly malé trosky, později se rozšířily spekulace (soubor rozdílů podléhající počtu definicí), že bylo nalezeno i celé diskovité letadlo (či letadla) a mimozemská těla. Trosky byly dopraveny na vojenskou základnu v Roswellu a na příkaz plukovníka Blancharda převezeny na leteckou základnu Wright-Patterson. Majoru Marcelovi vojenští nadřízení další zkoumání trosek neumožnili.

## Oficiální vyjádření
8. července 1947 letecká základna Roswell uveřejnila zprávu: „Letiště pozemních sil v Roswellu s potěšením oznamuje, že ve spolupráci s jedním místním rančerem a šerifovým úřadem v Chaves County získalo jistý disk.“ Později v ten samý den byla vydána opravná zpráva, že nešlo o létající talíř, ale meteorologický balón (jak se později ukázalo, šlo o balón z projektu Mogul). Vysílání stanice Roswell o případu přebrala i rozhlasová síť ABC News, která zprávu v mírně pozměněné podobě také odvysílala.

## Hypotézy
Rovněž se rozšířila různá tvrzení, že trosky obsahovaly záhadné hieroglyfy na velmi tenké fólii, která byla značně ohebná a nezničitelná. Existence trosek je doložena v tom smyslu, že blíže neurčité trosky byly vojáky oficiálně ukázány novinářům s vysvětlením, že šlo o trosky Rawinova meteorologického balónu, který se tam údajně ve skutečnosti zřítil.
Svědek G. L. Barnett tvrdil, že viděl jinou havárii u městečka Socorro v Novém Mexiku, kde byl nalezen úplný létající disk s mrtvými cizími těly. K tomu byla vyslovena domněnka, že letící objekt vybuchl nad farmou u Roswellu, kde z něj odpadly části, ale letěl dál až do Socorra, kde definitivně spadl a že roswellský případ byl vymyšlený oficiálními kruhy na zastření skutečného případu v Socorru.
Kromě možnosti, že šlo o meteorologický balón či dopravní prostředek mimozemšťanů, přichází v úvahu i možnost, že šlo o havárii tajného leteckého dopravního prostředku, který byl testován armádou USA či jiné velmoci. V oblasti Nového Mexika v této době působila White Sands Missile Range, kde byli od roku 1946 soustředěni němečtí vědci, kteří mimo jiné stvořili americký kosmický program. Na letecké základně Roswell zároveň působila jediná letecká divize na světě, která disponovala jadernými zbraněmi.
Podle podrobné oficiální zprávy US Air Force z roku 1995 šlo pravděpodobně o zkušební balón, který nesl zkušební figuríny ("dummies").
Nejpravděpodobnějším vysvětlením události je, že se na ranč zřítil balón projektu Mogul, který podléhal nejvyššímu utajení. A to podle popsaného a novinářům představeného tvaru a materiálu nalezených trosek, patřících nejspíš radarovému cíli pod balónem. Časově nejbližší let těchto balónů začal 4. června na nedaleké základně v Alamogordo, deset dní před nálezem. Záhadné mimozemské hieroglyfy byly ve skutečnosti vybledlý motiv květů na páskách dodávaných od newyorského výrobce hraček.

## Populární kultura
V šedesátých letech 20. století, když se na incident zcela zapomnělo, se objevila zvláštní němá černobílá nahrávka zachycující pitvu mimozemšťana, která prý pochází z Roswellu. Na nahrávce se však „mihne“ i telefon se šroubovicově točeným kabelem, který se používal až od roku 1957. V roce 2006 Ray Santilli potvrdil že se jedná o falešné video, které natočil společně s Gary Shoefieldem. O takzvaném největším podvodu je natočen film Pitva mimozemšťana, Alien Autopsy (2006). Ray Santilli tvrdí že se nejedná o podvod ale o remake snímku, který si v Rosweldu skutečně koupil, ovšem manipulací se film poškodil. 
Incidentu se věnuje i jedna epizoda seriálu Futurama, „Rozval Roswell“ kde UFO je kosmická loď s posádkou společnosti Planet Express, která se z roku 3002 do roku 1947 dostala trhlinou v časoprostoru, a údajný mimozemšťan byl podle této epizody Doktor Zoidberg.
Píseň s názvem Roswell 47 najdeme na albu Abducted od švédské death-metalové skupiny Hypocrisy. Tato píseň je u fanoušků velmi oblíbená a skupina ji hraje na všech svých koncertech.